# Amtsgericht Rappoltsweiler

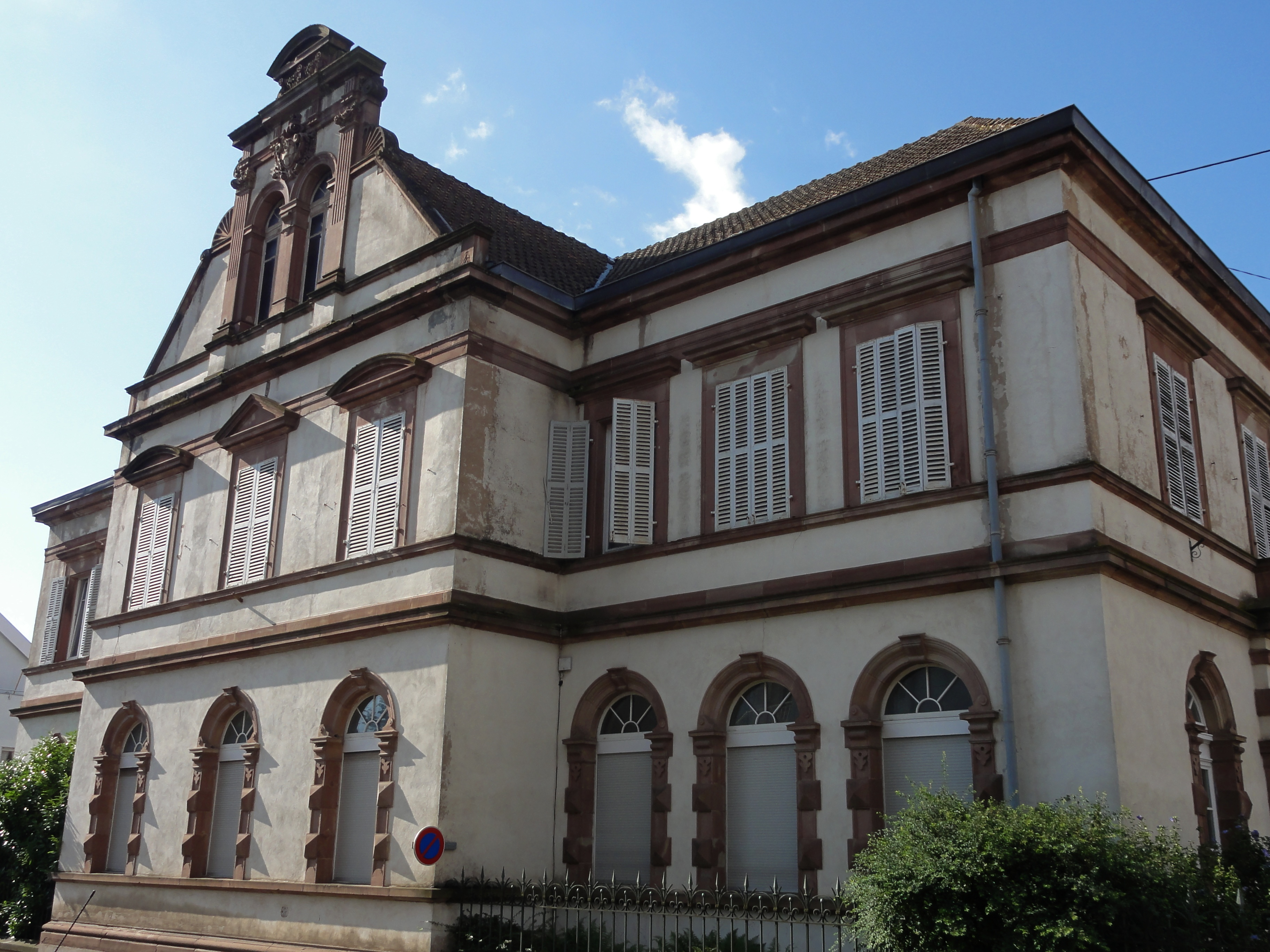
Gerichtsgebäude

Das Amtsgericht Rappoltsweiler war ein deutsches Amtsgericht mit Sitz in Rappoltsweiler in den Jahren 1879 bis 1918.

## Geschichte
Rappoltsweiler im Elsass war Sitz eines französischen Friedensgerichts. Nach der Abtretung Elsass-Lothringens im Frieden von Frankfurt an das Deutsche Reich 1871 wurde die Gerichtsstruktur mit dem Gesetz, betreffend Abänderung der Gerichtsverfassung vom 14. Juli 1871 und der Ausführungsbestimmung hierzu vom gleichen Tag neu geregelt. Dabei wurden die Friedensgerichte beibehalten.
Im Rahmen der Reichsjustizgesetze wurden 1879 die Friedensgerichte im Reichsland Elsass-Lothringen aufgehoben und Amtsgerichte gebildet. Das Amtsgericht Rappoltsweiler war dem Landgericht Colmar nachgeordnet.
Am Gericht bestand 1880 eine Richterstelle. Das Amtsgericht war ein kleines Amtsgericht im Landgerichtsbezirk.
Der Gerichtsbezirk umfasste 1895 den Kanton Rappoltsweiler mit 116 Quadratkilometern und 14.565 Einwohnern und neun Gemeinden.
Mit der Verordnung über den Sitz und die Bezirke der Amtsgerichte vom 3. April 1909 gingen die Gemeinden Ostheim und Zellenberg aus dem Sprengel des Amtsgerichts Kaysersberg in den Sprengel des Amtsgerichts Rappoltsweiler über.
Nach der Abtretung Elsass-Lothringens an Frankreich nach dem Ersten Weltkrieg wurde das Amtsgericht Rappoltsweiler als „Tribunal cantonal Ribeauvillé“ weitergeführt. Im Zweiten Weltkrieg wurde 1940 von der deutschen Besatzungsmacht die vorgefundene Gerichtsstruktur unter Verwendung deutscher Ortsnamen und Behördenbezeichnungen, hier also wieder als Amtsgericht Rappoltsweiler, fortgeführt.

## Gerichtsgebäude
Das Gerichtsgebäude wurde im Jahre 1893 errichtet. Seine heutige Adresse ist 6 rue Klée. Es steht unter Denkmalschutz.